# ムバーラク・アル＝カビール
ムバーラク・アル＝カビール（アラビア語: مبارك الكبير、Mubarak Al-Kabeer）は、クウェートの地区（公式には地域）。ムバーラク・アル＝カビール県の県庁所在地である。クウェートシティの中心部からは南東へ約20キロメートルの距離にあり、クウェートシティ大都市圏に含まれる。都市名はサバーハ家の7代目当主ムバーラク・ビン・サバーハ・アッ＝サバーハにちなむ。
ムバーラク・アル＝カビール地区の面積は6.1平方キロメートル、人口は約4.7万人（2018年推定）。近隣のサバーハ・アッ＝サーリム、Adān、Al-Qurain、Qusūrの4地区を含めたムバーラク・アル＝カビール都市圏の人口は約25万人で、国内では8番目に人口が多い都市圏である。